# Claude Ducher

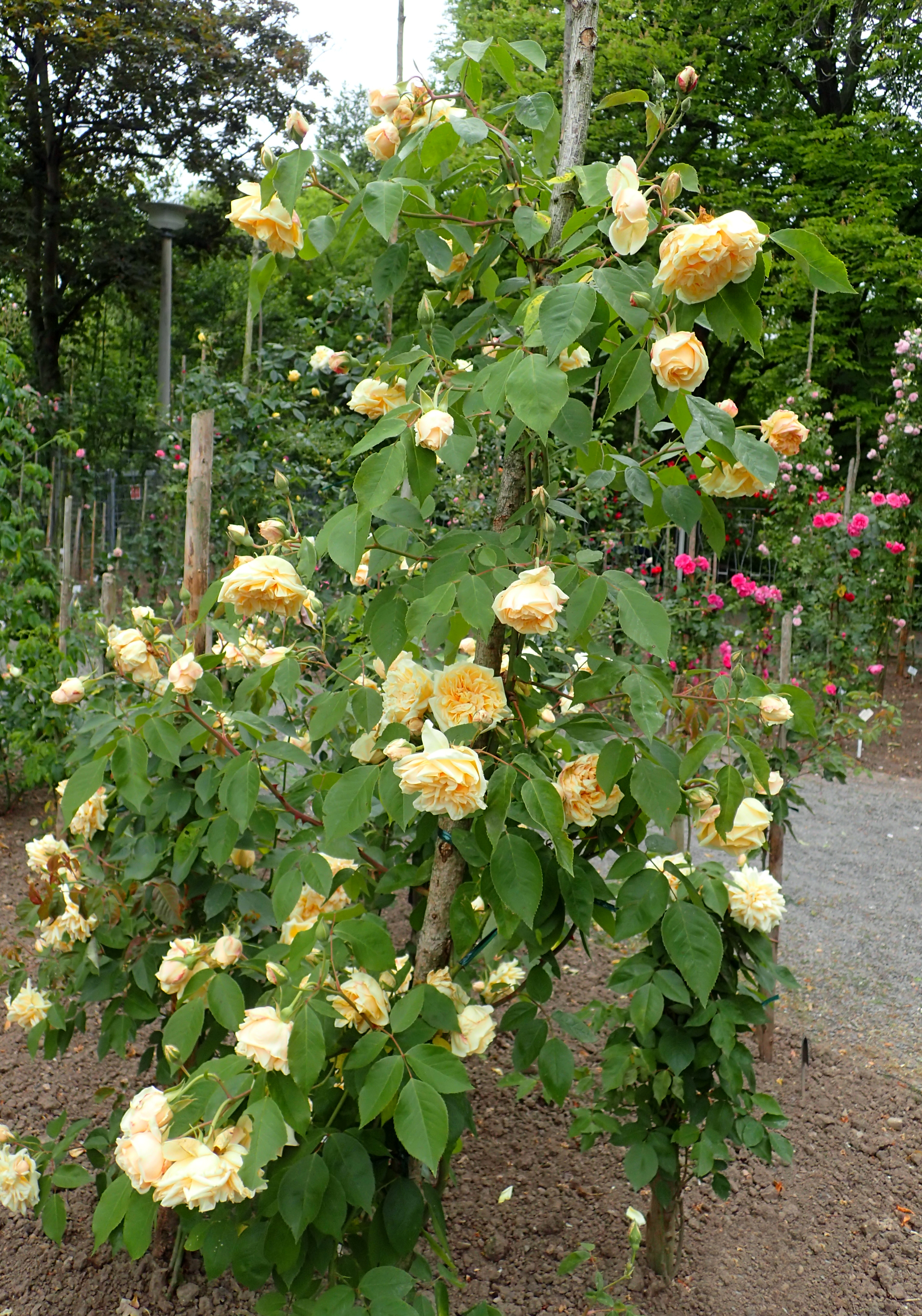
Claude Duchers Noisette-Rose 'Rêve d’Or' (1869) im Rosarium Sangerhausen

Claude Ducher (* 14. Juni 1820 in Ameugny (Saône-et-Loire); † 21. Januar 1874 in Lyon) war ein französischer Rosenzüchter und Begründer einer bekannten Rosendynastie.  

## Leben
Ducher ging offenbar in die Lehre in der Gärtnerei und Rosenschule von Jean Baptiste Guillot père in La Guillotière bei Lyon.

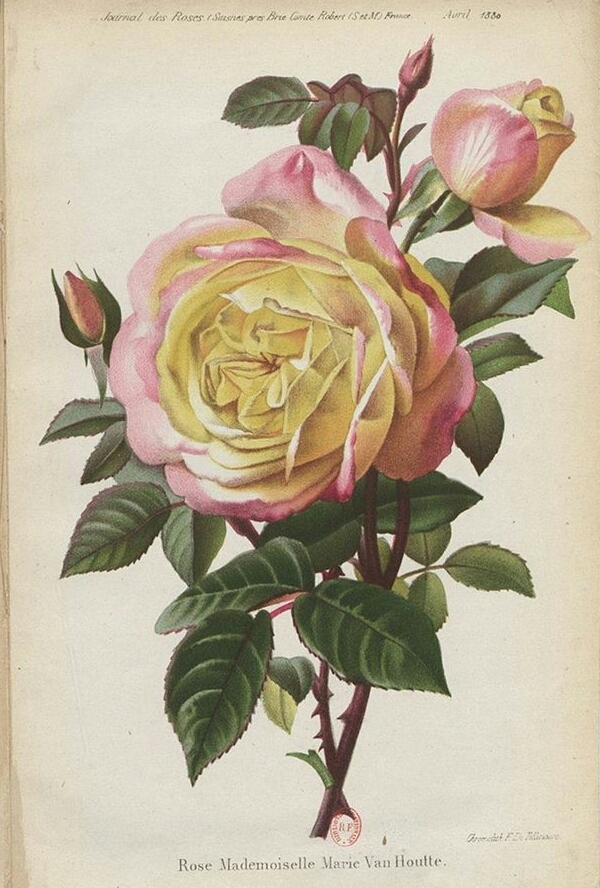
'Marie van Houtte', 1871

Bekannt wurde er 1845, als er in Lyon die erste Ausstellung organisierte, die ausdrücklich der Rose gewidmet war. Im selben Jahr eröffnete er auch sein eigenes Unternehmen, das bis heute (Stand 2022) von seinen Nachkommen weitergeführt wird.
Seine erste eigene Sorte war die Rose 'Claude Colomb', die 1842 herauskam (oder Alfred Colomb von 1852 ?).
Ducher züchtete einige der heute noch bekanntesten Sorten von Alten Rosen, namentlich die weiße Teerose 'Ducher' (1859), die purpurrote Remontant-Rose 'Gloire de Ducher' (1865), die kirschrote Remontant-Rose 'Antoine Ducher' (1866), die zart-goldgelbe Noisette-Rose 'Rêve d’Or' (1869), die rosa-weiße Teerose 'Marie Van Houtte' (1871), die apricot-gelbe Noisette-Rose 'Bouquet d’Or' (1872) und die gelbe Teerose 'Perle de Lyon'.
Einen internationalen Erfolg hatte er seinerzeit auch mit der nach dem amerikanischen Präsidenten benannten roten Remontant-Rose 'Abraham Lincoln' (1865).
Claude Ducher starb am 21. Januar 1874 in Lyon.

## Frau und Tochter
Ducher war verheiratet mit Marie Serlin (6. August 1834 – 4. Februar 1881), die das Geschäft nach dem Tode ihres Mannes sieben Jahre lang, von 1874 bis 1881, unter dem Namen Veuve Ducher („Witwe Ducher“) weiterführte und noch über 20 Züchtungen in den Handel brachte, von denen vermutlich einige noch von ihrem Mann waren. Von den Rosen der Veuve Ducher haben bis heute (Stand 2022) überlebt: die gelbe Noisette-Rose 'William Allan Richardson' (1878) und vor allem die berühmte rosé-farbene Polyantha-Rose 'Cécile Brunner' (vor 1880), die 1988 zur Weltrose gekürt wurde.
Claude und Marie Ducher hatten eine Tochter, Marie Ducher (12. Oktober 1859 – 10. November 1938), die 1884 den ebenfalls bekannten Rosenzüchter Joseph Pernet heiratete, der sich von da an Pernet-Ducher nannte und sich damit in die Tradition der Roseraie Ducher einreihte.

## Galerie: Rosen von Ducher

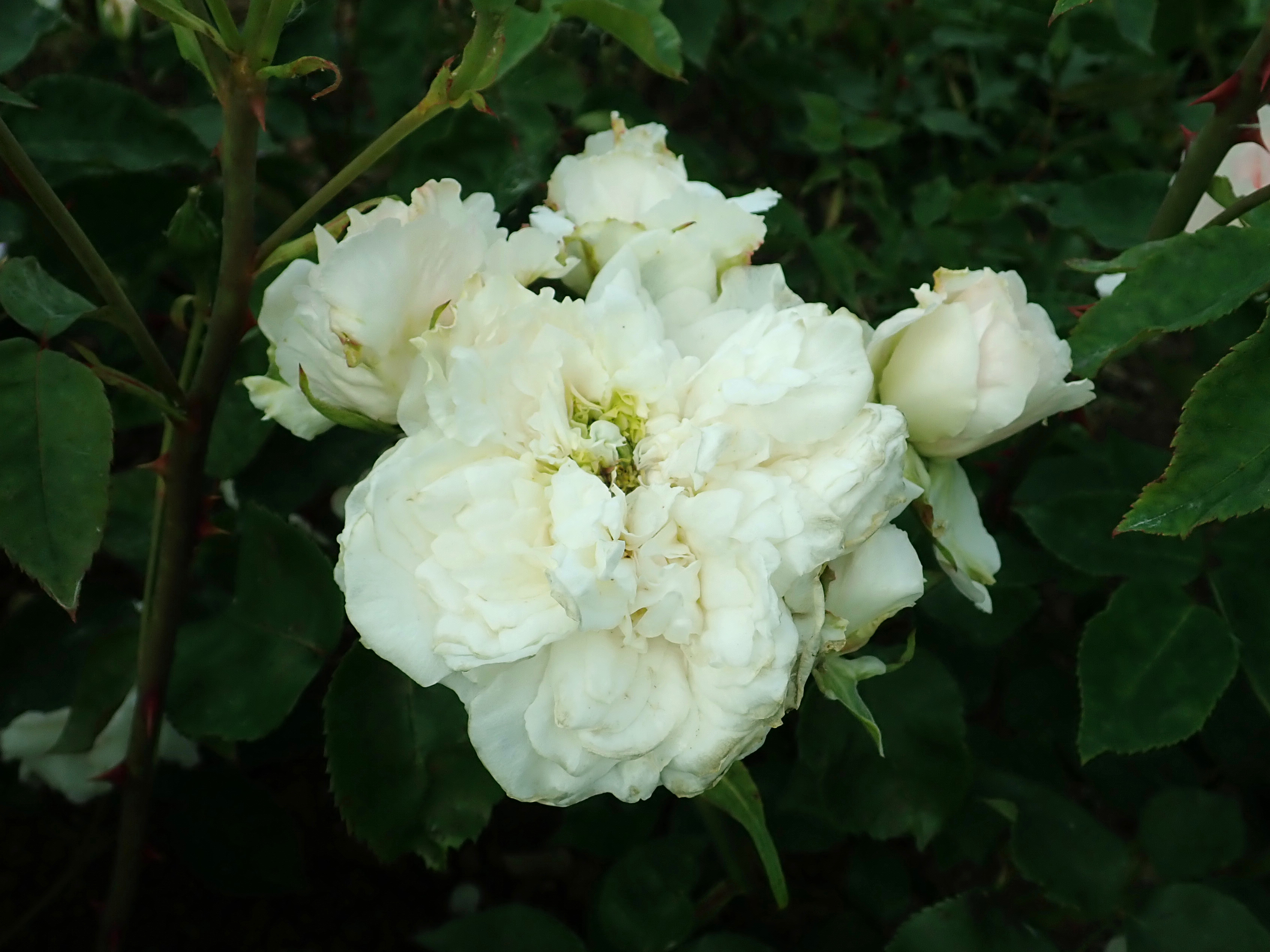
'Edith de Murat', 1858
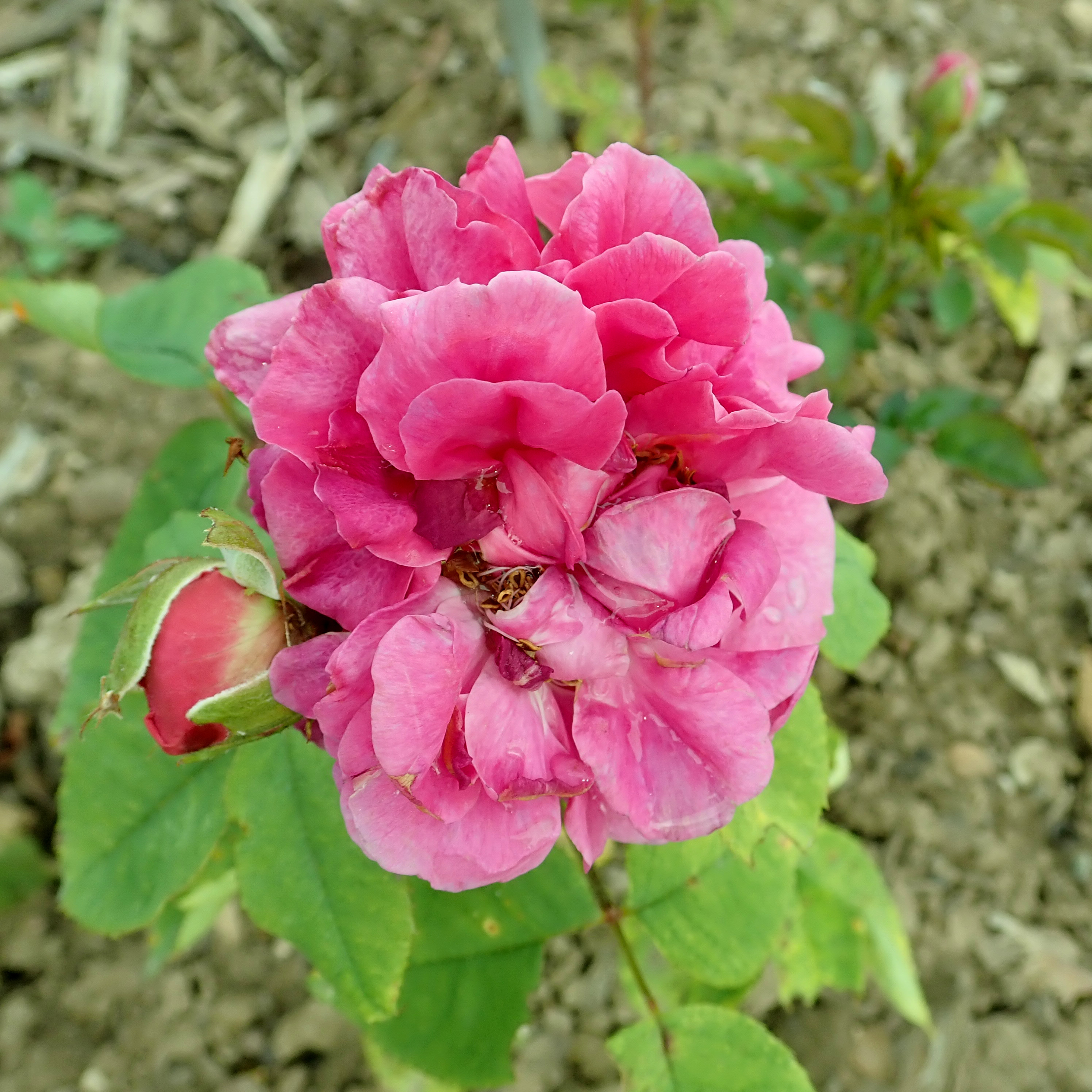
'Gloire de Ducher', 1865
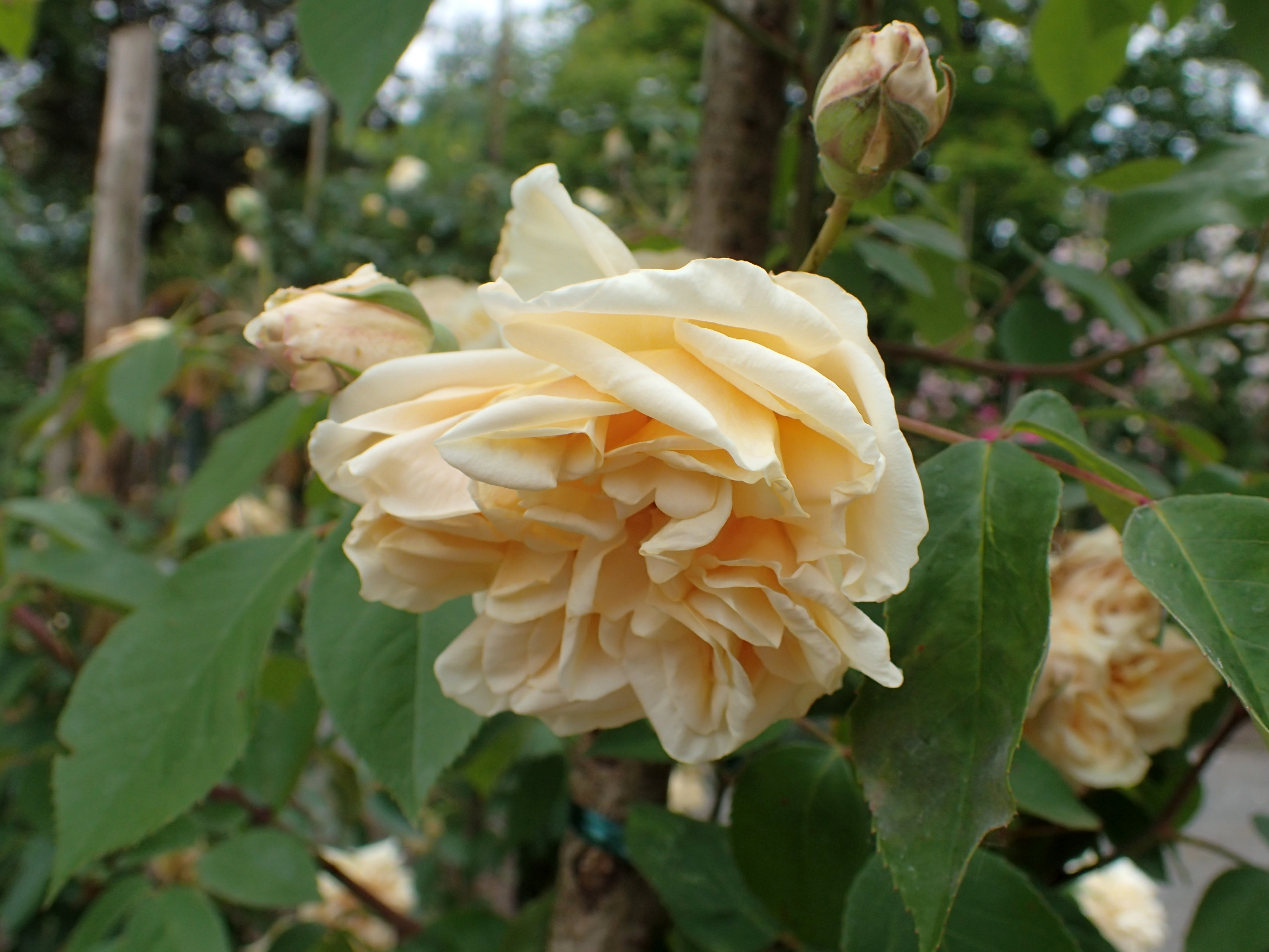
'Rêve d’Or', 1869
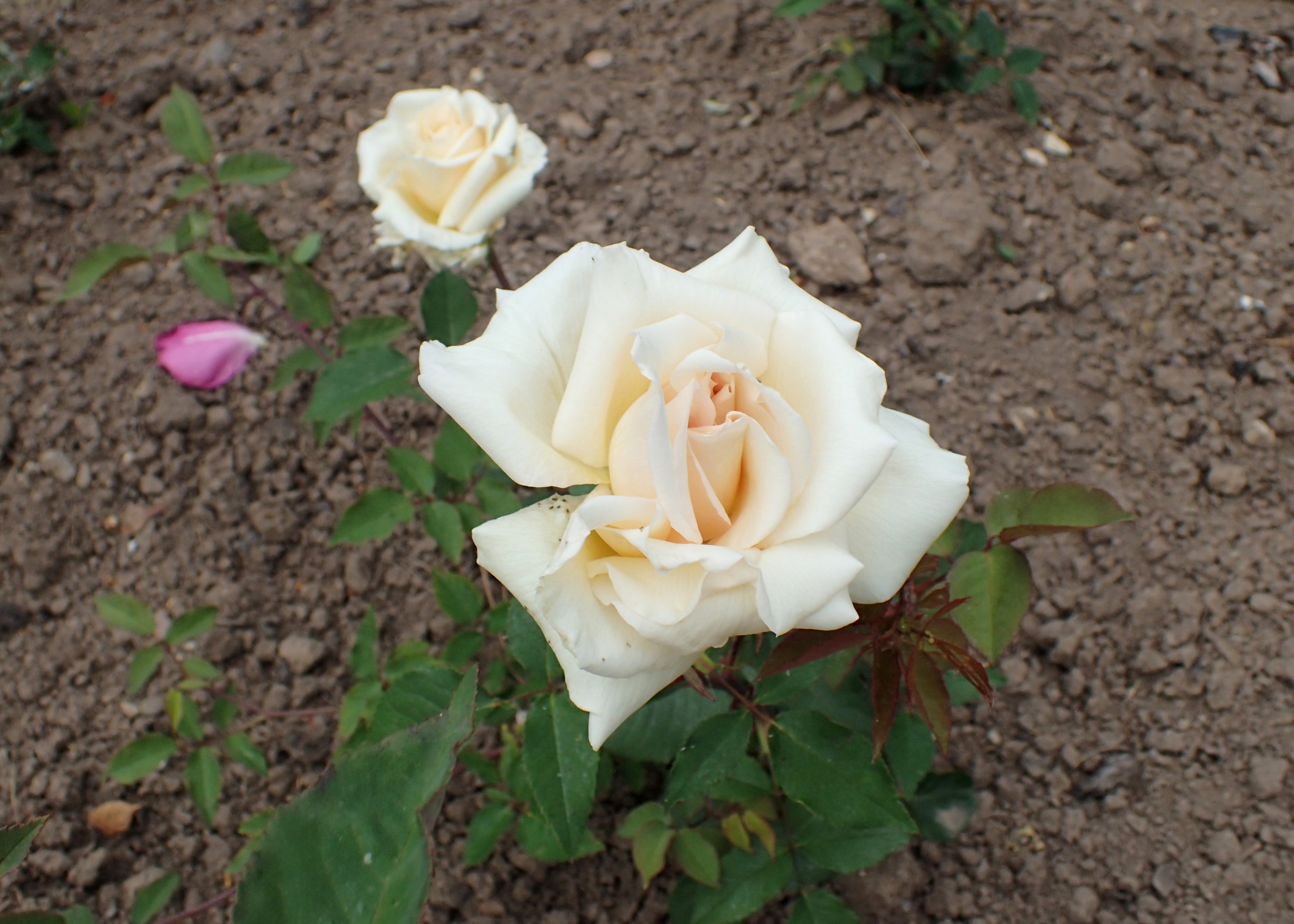
'Anna Olivier', 1872
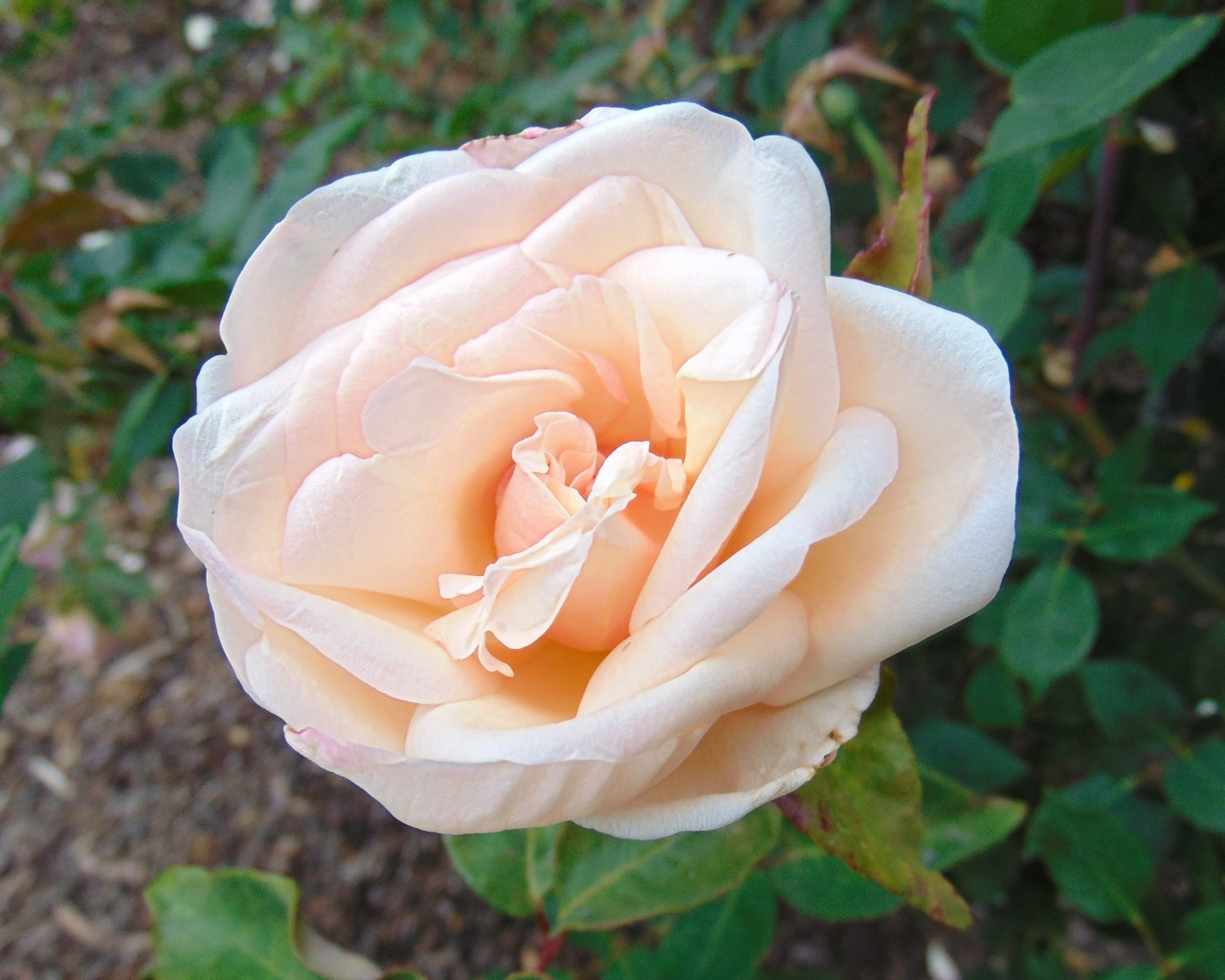
'Jean Ducher', 1874 (posthum von Veuve Ducher herausgebracht)
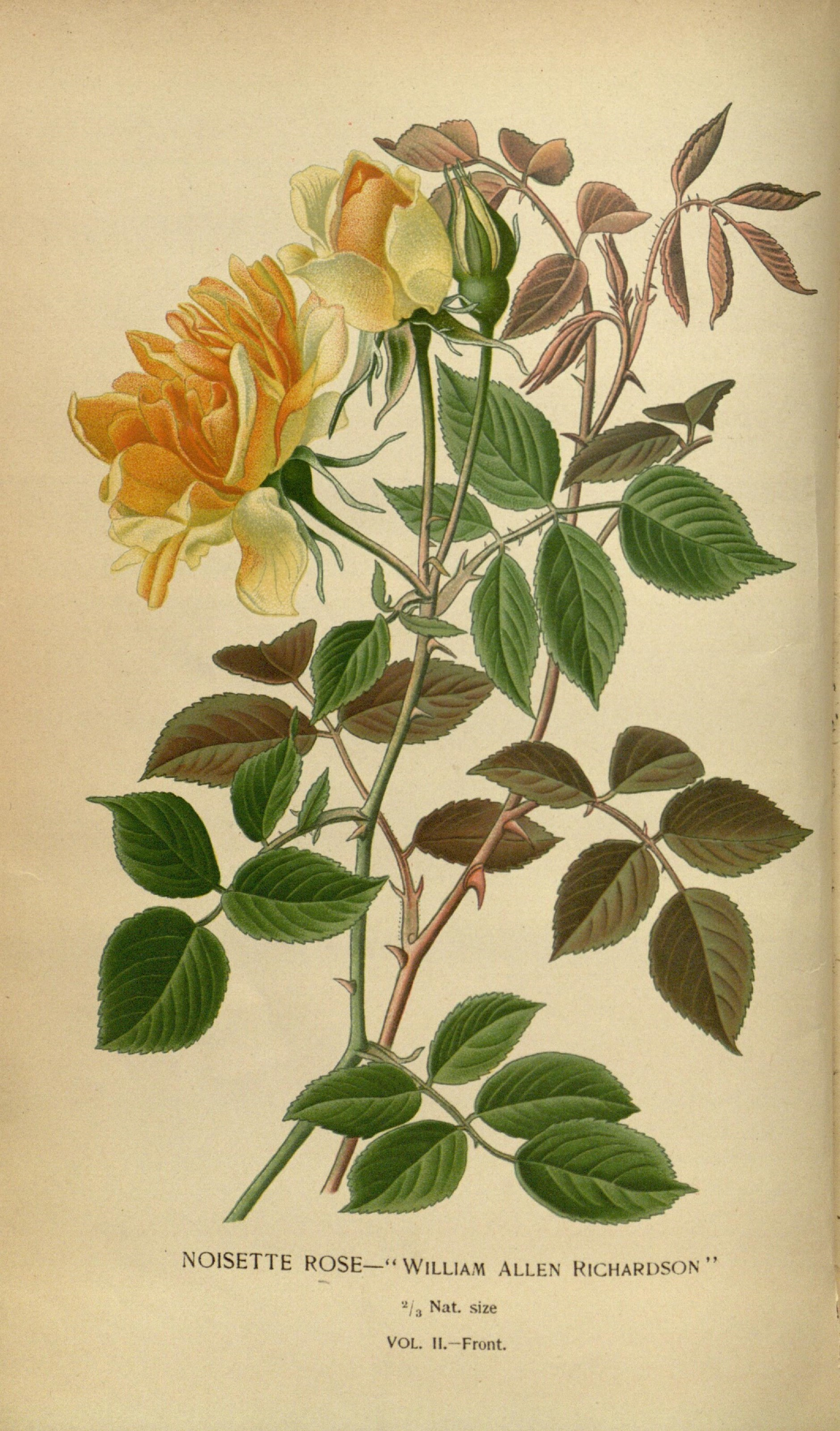
'William Allan Richardson', Veuve Ducher, 1878
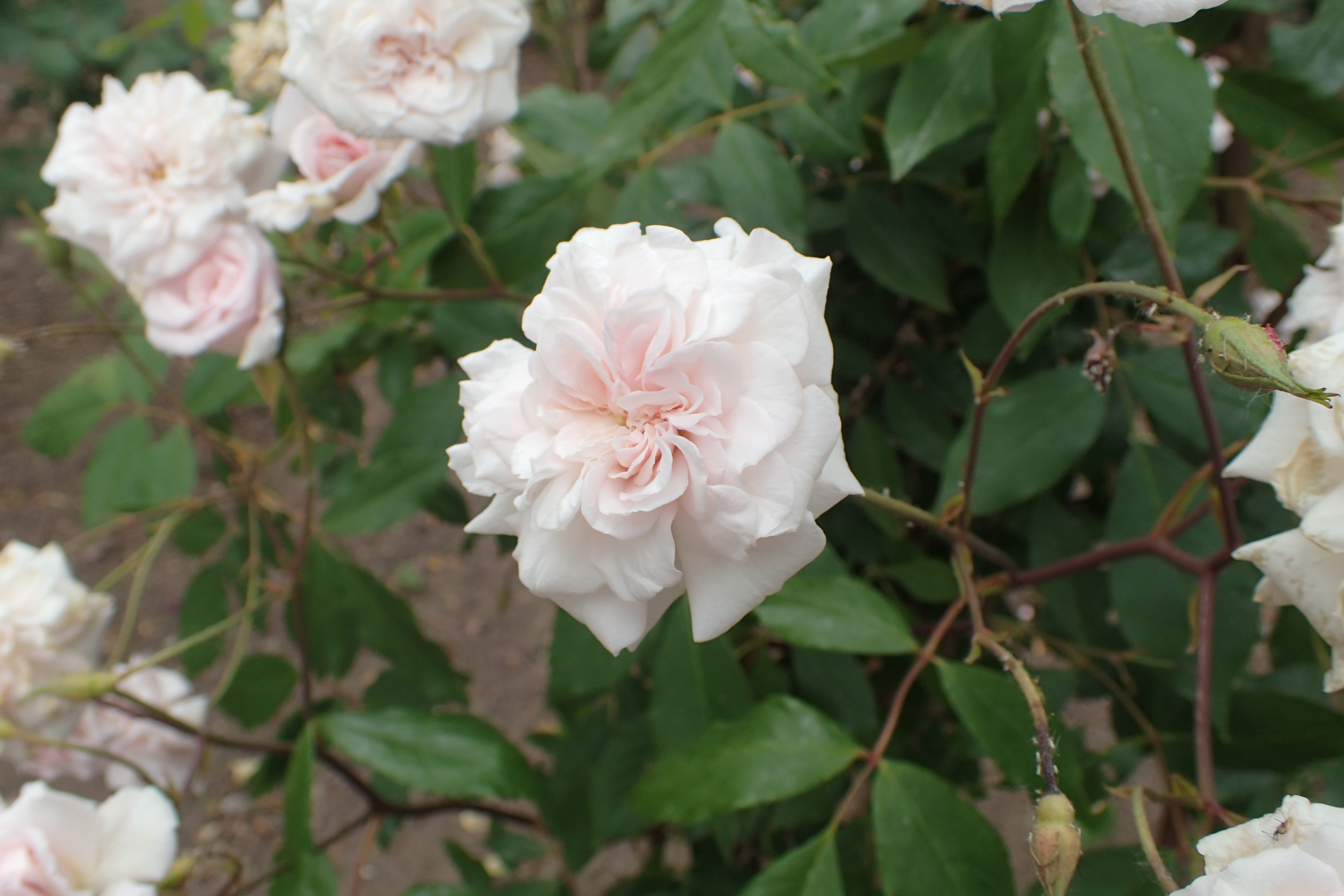
'Mlle Cécile Brünner', Veuve Ducher, vor 1880